# 片岡信和
片岡信和（1985年7月30日—）是日本男演員、氣象預報士，出生於東京都中野區，後來成為Promage旗下男藝人。身高183cm，獅子座，血型B型。他的興趣是棒球、游泳及單板滑雪。他在2008年3月於中央大學總合政策學部畢業。而他個人最喜歡的超級戰隊系列作品為1995年第19作「超力戰隊王連者」及1996年第20作「激走戰隊車連者」。

## 簡歷
- 於2006年就讀大學3年級時因閱讀選秀資訊相關的雜誌，並參與其事務所舉辦選拔而進入演藝圈。
- 於2007年參與東京電視台電視劇「BOYS美容院（日语：BOYSエステ#テレビドラマ）」演出，此為首次參與電視劇演出。
- 2008年參與超級戰隊系列「炎神戰隊轟音者」演出，以轟音藍（香坂連）的角色出場。
- 2015年7月30日，發布作為30歲生日紀念、由自己作詞作曲的迷你唱片「birth」[1]。
- 2019年3月8日，於Twitter上發表通過第51屆氣象預報士考試的消息[2]。並於2020年3月30日開始在朝日電視台的「羽鳥慎一Morning Show（日语：羽鳥慎一モーニングショー）」擔任天氣播報員。[3]
- 2024年10月6日，開始於朝日電視台的「有働Times（日语：有働タイムズ）」擔任天氣播報員[4]。

## 參與作品

### 情報節目
- 羽鳥慎一Morning Show（日语：羽鳥慎一モーニングショー）（朝日電視台） - 天氣播報員
- 有働Times（日语：有働タイムズ）（朝日電視台） - 天氣播報員

### 電視劇
- BOYSエステ（東京電視台）（2007年）
- 炎神戰隊轟音者（朝日電視台）（2008年 - 2009年） - 飾演 轟音藍 / 香坂連

### 電影
- （2008年）
- 炎神戰隊轟音者 BUNBUN!BANBAN!劇場BANG!!（2008年、東映） - 飾演 轟音藍 / 香坂連
- 炎神戰隊轟音者 VS 激氣連者（2009年、東映） - 飾演 轟音藍 / 香坂連
- （2009年） - 飾演 紙屋真一郎
- （2009年12月公開）（渡邊貴文導演） - 飾演 二瓶茂
- （2010年）（秋本健樹導演） - 飾演 喜安信之
- 侍戰隊真劍者VS轟音者 銀幕BANG!!（2010年、東映） - 飾演 轟音藍 / 香坂連

### 廣告
- Goodwill 「mobaito.dot.com」（2006年）
- Takara Tomy （2009年）
- 花王 （2009年）

### DVD
- 『炎神戰隊轟音者 BONBON!BONBON!網上BONG!!』（2008年） - 飾演 轟音藍 / 香坂連
- 炎神戰隊轟音者特別DVD 研討會!全員GO-ON!（2008年） - 飾演 轟音藍 / 香坂連
- 炎神戰隊轟音者VS激氣連者（2009年、東映） - 飾演 轟音藍 / 香坂連

### 舞台劇
- BACK STAGE(舞台バージョン/楽屋バージョン)（2009年）
- 僕は、君のためにこそ死ににいく（2009年）
- 舞台「戰国BASARA」（2009年） - 飾演 真田幸村
- 音樂劇 忍者亂太郎（2010年） - 飾演 食滿留三郎（主演）

### PV
- MAY「サライの風」（2007年）

## 外部連結
- （日語） 片岡信和的個人檔案
- （日語） 片岡信和的日記「shinwa's Life」
- （日語） 片岡信和官方日誌「Curiosty killed the cat」 （页面存档备份，存于）

| 前任： 高木萬平 （獸拳戰隊激氣連者） | 日本超級戰隊系列藍色戰士演員 炎神戰隊轟音者 2008年2月17日-2009年2月8日 | 繼任： 相葉弘樹 （侍戰隊真劍者） |

1. ↑  . CDジャーナル. 2015-07-15  [2015-09-23].
2. ↑  . 女性自身. 2019-03-09.
3. ↑  . ORICON NEWS (oricon ME). 2020-03-01  [2021-08-02].
4. ↑  . 株式会社テレビ朝日. 2024-10-06  [2024-10-09].